# Melospiza
Melospiza is een geslacht van vogels uit de familie van de  Amerikaanse gorzen). Het geslacht telt 3 soorten.

## Soorten
- Melospiza georgiana – Moerasgors
- Melospiza lincolnii – Lincolns gors
- Melospiza melodia – Zanggors